# Verwaltungsgliederung Georgiens
Die Verwaltung Georgiens ist stark zentralisiert. Sie gliedert sich auf oberer Ebene in neun Regionen (georgisch მხარეები, mchareebi, Singular mchare), zwei autonome Republiken (georgisch ავტონომიური რესპუბლიკა, awtonomiuri respublika) und die Hauptstadt Tiflis, die ebenfalls den Status einer Region genießt.
Auf mittlerer Ebene finden sich 73 Munizipalitäten (Rajone, Distrikte) und auf kommunaler Ebene ca. 1000 Kleinstädte und Landgemeinden.

## Die zwei autonomen Republiken: Adscharien und Abchasien
Es gibt zwei autonome Republiken innerhalb Georgiens: Adscharien (აჭარა, Hauptstadt Batumi, ბათუმი) und Abchasien (აფხაზეთი, Hauptstadt Sochumi, სოხუმი). Abchasien befindet sich nicht unter Kontrolle der Zentralregierung, sondern wird von einer aus Russland unterstützten, international nicht anerkannten separatistischen Regierung kontrolliert. Praktisch herrscht dort ein andauernder Ausnahmezustand. Die politische Instabilität Abchasiens und die anti-georgische Haltung der Regionalregierung haben dazu geführt, dass mehr als 250.000 Georgier aus dem Gebiet geflohen sind, wodurch sich die ethnische Zusammensetzung und Gesamtbevölkerung der Region erheblich geändert hat. Aus diesen Gründen sind keine zuverlässigen statistischen Zahlen zur Bevölkerung Abchasiens verfügbar.
Auch in Adscharien gab es nach dem Zerfall der Sowjetunion separatistische Tendenzen. Es gelang der georgischen Zentralregierung jedoch, die Region wieder weitgehend in den georgischen Staat einzugliedern. Adscharien hat den Status einer autonomen Republik Georgiens.

## Die neun Regionen
Die Regionen wurden zwischen 1994 und 1996 mit einem Dekret des Präsidenten eingeführt. Sie gelten als Provisorium bis zur Lösung der sezessionistischen Probleme mit Abchasien und Südossetien. Ihre Verwaltungsspitze bildet ein Staatskommissar (georgisch სახელმწიფო რწმუნებული, sachelmzipo rzmunebuli), informell Gouverneur genannt. Er wird vom Präsidenten ernannt und abberufen. Die Regionen gliedern sich in jeweils mehrere Munizipalitäten (georgisch მუნიციპალიტეტი).
Südossetien gehört verwaltungstechnisch überwiegend zur Region Innerkartlien, befindet sich jedoch wie Abchasien weitgehend außerhalb der Kontrolle der Zentralregierung und unter der Kontrolle einer international nicht anerkannten, jedoch von Russland unterstützten separatistischen Regierung.
| Nr. | Region                                                                          | Hauptstadt              | ISO 3166-2:GE |
| --- | ------------------------------------------------------------------------------- | ----------------------- | ------------- |
| 1   | Mingrelien und Oberswanetien (სამეგრელოს და ზემო სვანეთის მხარე)                | Sugdidi (ზუგდიდი)       | GE-SZ         |
| 2   | Gurien (გურიის მხარე)                                                           | Osurgeti (ოზურგეთი)     | GE-GU         |
| 3   | Ratscha-Letschchumi und Niederswanetien (რაჭა-ლეჩხუმის და ქვემო სვანეთის მხარე) | Ambrolauri (ამბროლაური) | GE-RL         |
| 4   | Imeretien (იმერეთის მხარე)                                                      | Kutaissi (ქუთაისი)      | GE-IM         |
| 5   | Samzche-Dschawachetien (სამცხე-ჯავახეთის მხარე)                                 | Achalziche (ახალციხე)   | GE-SJ         |
| 6   | Mzcheta-Mtianeti (მცხეთა-მთიანეთის მხარე)                                       | Mzcheta (მცხეთა)        | GE-MM         |
| 7   | Innerkartlien („Schida-Kartlien“) (შიდა ქართლის მხარე)                          | Gori (გორი)             | GE-SK         |
| 8   | Niederkartlien („Kwemo-Kartlien“) (ქვემო ქართლის მხარე)                         | Rustawi (რუსთავი)       | GE-KK         |
| 9   | Kachetien (კახეთის მხარე)                                                       | Telawi (თელავი)         | GE-KA         |
| 10  | Tiflis (საქართველოს დედაქალაქის - თბილისი)                                      | Tiflis (თბილისი)        | GE-TB         |

## Die mittlere Verwaltungsebene: Städte und Munizipalitäten

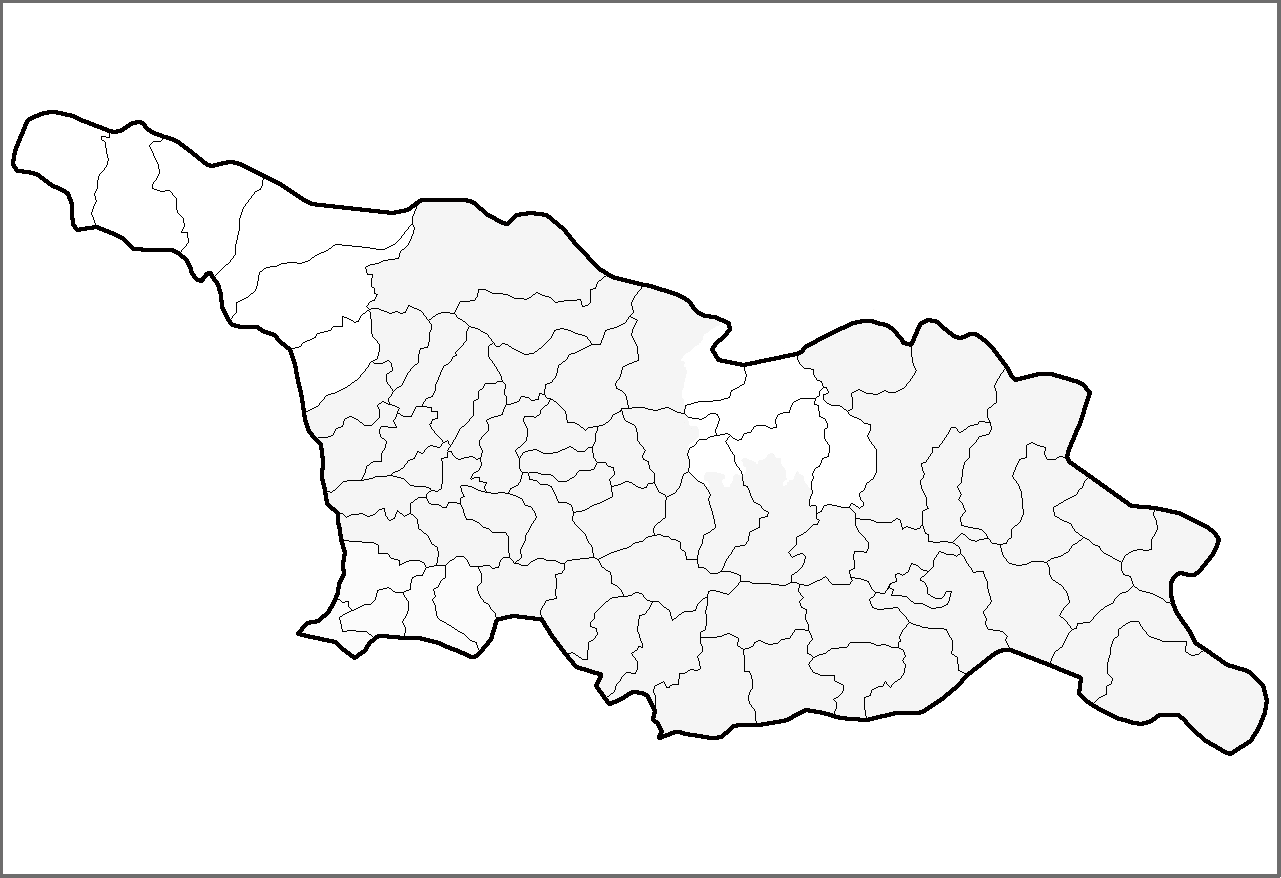
Verwaltungsgliederung Georgiens (Städte und Munizipalitäten)

Die Regionen und Autonomen Republiken sind in insgesamt 67 Munizipalitäten (Rajone, Distrikte) und sechs unabhängige Städte (დამოუკიდებელი ქალაქი; Tiflis, Kutaissi, Rustawi, Poti, Batumi, Sochumi) aufgeteilt.
| Name                                           | Einwohner | Verwaltungszentrum |
| ---------------------------------------------- | --------- | ------------------ |
| G E O R G I E N                                | 4.394.700 | Tiflis             |
| Hauptstadt Tiflis                              | 1.101.100 | Tiflis             |
| Autonome Republik Abchasien                    | k. A.*    | Sochumi            |
| 1. Munizipalität Gagra                         | k. A.*    | Gagra              |
| 2. Munizipalität Gali                          | k. A.*    | Gali               |
| 3. Munizipalität Gudauta                       | k. A.*    | Gudauta            |
| 4. Munizipalität Gulripschi                    | k. A.*    | Gulripschi         |
| 5. Munizipalität Otschamtschiri                | k. A.*    | Otschamtschire     |
| 6. Stadt Sochumi                               | k. A.*    | Sochumi            |
| 7. Rajon Tqwartscheli***                       | k. A.*    | Tqwartscheli       |
| Autonome Republik Adscharien                   | 378.800   | Batumi             |
| 1. Stadt Batumi                                | 122.200   | Batumi             |
| 2. Munizipalität Keda                          | 19.800    | Keda               |
| 3. Munizipalität Kobuleti                      | 89.200    | Kobuleti           |
| 4. Munizipalität Schuachewi                    | 21.800    | Schuachewi         |
| 5. Munizipalität Chelwatschauri                | 91.800    | Chelwatschauri     |
| 6. Munizipalität Chulo                         | 34.000    | Chulo              |
| Region Gurien                                  | 139.000   | Osurgeti           |
| 1. Munizipalität Lantschchuti                  | 38.800    | Lantschchuti       |
| 2. Munizipalität Osurgeti                      | 77.400    | Osurgeti           |
| 3. Munizipalität Tschochatauri                 | 22.800    | Tschochatauri      |
| Region Imeretien                               | 697.600   | Kutaissi           |
| 1. Stadt Kutaissi                              | 189.700   | Kutaissi           |
| 2. Munizipalität Baghdati                      | 28.800    | Baghdati           |
| 3. Munizipalität Wani                          | 33.900    | Wani               |
| 4. Munizipalität Sestaponi                     | 75.400    | Sestaponi          |
| 5. Munizipalität Terdschola                    | 45.100    | Terdschola         |
| 6. Munizipalität Samtredia                     | 60.200    | Samtredia          |
| 7. Munizipalität Satschchere                   | 46.500    | Satschchere        |
| 8. Munizipalität Tqibuli                       | 30.400    | Tqibuli            |
| 9. Munizipalität Zqaltubo                      | 73.600    | Zqaltubo           |
| 10. Munizipalität Tschiatura                   | 55.300    | Tschiatura         |
| 11. Munizipalität Charagauli                   | 27.500    | Charagauli         |
| 12. Munizipalität Choni                        | 31.200    | Choni              |
| Region Kachetien                               | 403.600   | Telawi             |
| 1. Munizipalität Achmeta                       | 41.600    | Achmeta            |
| 2. Munizipalität Gurdschaani                   | 70.500    | Gurdschaani        |
| 3. Munizipalität Dedopliszqaro                 | 30.600    | Dedopliszqaro      |
| 4. Munizipalität Telawi                        | 70.400    | Telawi             |
| 5. Munizipalität Lagodechi                     | 51.000    | Lagodechi          |
| 6. Munizipalität Sagaredscho                   | 58.800    | Sagaredscho        |
| 7. Munizipalität Sighnaghi                     | 43.600    | Sighnaghi          |
| 8. Munizipalität Qwareli                       | 37.100    | Qwareli            |
| Region Mzcheta-Mtianeti                        | 124.100   | Mzcheta            |
| 1. Munizipalität Achalgori                     | 7.600     | Achalgori          |
| 2. Munizipalität Duscheti                      | 33.300    | Duscheti           |
| 3. Munizipalität Tianeti                       | 13.300    | Tianeti            |
| 4. Munizipalität Mzcheta                       | 65.000    | Mzcheta            |
| 5. Munizipalität Qasbegi                       | 4.900     | Stepanzminda       |
| Region Ratscha-Letschchumi und Kwemo-Swanetien | 48.600    | Ambrolauri         |
| 1. Munizipalität Ambrolauri                    | 15.100    | Ambrolauri         |
| 2. Munizipalität Lentechi                      | 8.900     | Lentechi           |
| 3. Munizipalität Oni                           | 8.800     | Oni                |
| 4. Munizipalität Zageri                        | 15.800    | Zageri             |
| Region Mingrelien und Semo-Swanetien           | 471.700   | Sugdidi            |
| 1. Stadt Poti                                  | 47.300    | Poti               |
| 2. Munizipalität Abascha                       | 28.100    | Abascha            |
| 3. Munizipalität Sugdidi                       | 172.100   | Sugdidi            |
| 4. Munizipalität Martwili                      | 44.600    | Martwili           |
| 5. Munizipalität Mestia                        | 14.200    | Mestia             |
| 6. Munizipalität Senaki                        | 52.000    | Senaki             |
| 7. Munizipalität Tschchorozqu                  | 30.000    | Tschchorozqu       |
| 8. Munizipalität Zalendschicha                 | 40.300    | Zalendschicha      |
| 9. Munizipalität Chobi                         | 41.200    | Chobi              |
| Region Samzche-Dschawachetien                  | 208.300   | Achalziche         |
| 1. Munizipalität Adigeni                       | 20.400    | Adigeni            |
| 2. Munizipalität Aspindsa                      | 12.700    | Aspindsa           |
| 3. Munizipalität Achalkalaki                   | 62.500    | Achalkalaki        |
| 4. Munizipalität Achalziche                    | 46.900    | Achalziche         |
| 5. Munizipalität Bordschomi                    | 31.900    | Bordschomi         |
| 6. Munizipalität Ninozminda                    | 33.900    | Ninozminda         |
| Region Niederkartlien                          | 508.300   | Rustawi            |
| 1. Stadt Rustawi                               | 117.900   | Rustawi            |
| 2. Munizipalität Bolnissi                      | 75.600    | Bolnissi           |
| 3. Munizipalität Gardabani                     | 116.500   | Gardabani          |
| 4. Munizipalität Dmanissi                      | 28.300    | Dmanissi           |
| 5. Munizipalität Tetrizqaro                    | 26.200    | Tetrizqaro         |
| 6. Munizipalität Marneuli                      | 121.800   | Marneuli           |
| 7. Munizipalität Zalka                         | 22.000    | Zalka              |
| Region Innerkartlien                           | 313.600   | Gori               |
| 1. Stadt Zchinwali                             | k. A.**   | Zchinwali          |
| 2. Munizipalität Gori                          | 148.800   | Gori               |
| 3. Munizipalität Kaspi                         | 52.000    | Kaspi              |
| 4. Munizipalität Kareli                        | 51.200    | Kareli             |
| 5. Munizipalität Chaschuri                     | 61.600    | Chaschuri          |
| 6. Munizipalität Dschawa                       | k. A.**   | Dschawa            |

Anmerkungen:
* – Zuverlässige statistische Daten sind für Abchasien nicht verfügbar.
** – Zuverlässige statistische Daten sind für Südossetien nicht verfügbar.
*** – Der Munizipalität Tqwartscheli wurde durch die separatistische Regierung Abchasiens neu gebildet und hat daher keinen von Georgien anerkannten offiziellen Status.

## Die untere („kommunale“) Verwaltungsebene
Auf dieser Ebene finden sich:
- 55 Städte (ქალაქი - „kalaki“), die einem Rajon angehören
- 50 Kleinstädte (დაბა - „daba“), vergleichbar mit Siedlungen städtischen Typs der sowjetischen Periode
- 842 Gemeinden (თემი - „temi“)
- 165 Dörfer (სოფელი - „sopeli“)